# Camilla Lund
Camilla Lund (12 november 1994) is een Noors langebaanschaatsster. 
Op 16 februari 2013 reed ze met 11.64 seconden een Noors juniorenrecord op de 100m.
In 2016 en november 2018 werd ze Noors kampioene op de 5000 meter.

## Persoonlijke records
| Afstand    | Tijd    | Datum            | Baan      |
| ---------- | ------- | ---------------- | --------- |
| 500 meter  | 41,32   | 10 oktober 2015  | Inzell    |
| 1000 meter | 1.21,05 | 19 maart 2015    | Calgary   |
| 1500 meter | 2.01,72 | 16 oktober 2016  | Inzell    |
| 3000 meter | 4.07,31 | 15 oktober 2016  | Inzell    |
| 5000 meter | 7.16,01 | 19 november 2017 | Stavanger |

## Resultaten
| Jaar | WK Allround             | WK Junioren              |
| ---- | ----------------------- | ------------------------ |
| 2014 |                         | 18e (28e, 18e, 24e, 13e) |
|      |                         |                          |
| 2017 | NC24 (24e, 24e, 24e, -) |                          |

(#, #, #, #) = afstandspositie op juniorentoernooi (500m, 1500m, 1000m, 3000m) of op allroundtoernooi (500m, 3000m, 1500m, 5000m).
NC24 = niet gekwalificeerd voor de laatste afstand, maar wel als 24e geklasseerd in de eindrangschikking